# Carlos Zárate
Carlos Zárate Serna (ur. 23 maja 1951 w Meksyku) – meksykański bokser, zawodowy mistrz świata kategorii koguciej.
Rozpoczął karierę boksera zawodowego w 1970. Wygrał pierwsze 23 walki przez nokaut lub techniczny nokaut, dopiero w 1974 po raz pierwszy zwyciężył na punkty.  W marcu 1975 wygrał przed czasem z niepokonanym dotąd Joe Guevarą  i został mistrzem stanu Kalifornia w wadze koguciej.
Po wygraniu kolejnych walk przed czasem i mając rekord 39 zwycięstw bez porażki zmierzył się 8 maja 1976 w Inglewood o tytuł mistrza świata federacji World Boxing Council w wadze koguciej z dotychczasowym mistrzem Rodolfo Martínezem. Zwyciężył przez nokaut w 9. rundzie i został nowym czempionem. W obronie tytułu wygrał kolejno z Paulem Ferrerim 28 sierpnia 1976 w Inglewood przez TKO w 12. rundzie, z Waruinge Nakayamą 13 listopada 1976 w Culiacán przez nokaut w 4. rundzie i z Fernando Cabanelą 5 lutego 1977 w mieście Meksyk przez TKO w 3. rundzie.
W tym czasie mistrzem świata federacji World Boxing Association był rodak Zárate Alfonso Zamora, który również był niepokonany (wszystkie 29 walk wygrał przed czasem). Pojedynek obu tych pięściarzy miał rozstrzygnąć, który z nich jest niekwestionowanym mistrzem wagi koguciej. Zarówno WBA, jak i WBC odmówiły uznania, że jest to walka o tytuł i Zárate oraz Zamora zmierzyli się 23 kwietnia 1977 w Inglewood w dziesięciorundowym towarzyskim pojedynku. Zárate zwyciężył przez techniczny nokaut w 4. rundzie (Zamora zaliczył wcześniej trzy nokdauny). Po tej walce Zárate został wybrany bokserem roku 1977 przez magazyn The Ring.
W tym samym roku Zárate dwukrotnie jeszcze obronił tytuł WBC po zwycięstwach z Danilo Batistą 29 października w Inglewood przez nokaut w 6. rundzie i z Juanem Francisco Rodríguezem 2 grudnia w Madrycie przez techniczny nokaut w 5. rundzie.
W 1978 kontynuował skuteczne walki o mistrzostwo wagi koguciej wygrywając z przyszłym mistrzem świata Alberto Dávilą 25 lutego w Inglewood przez TKO w 8. rundzie, z Andrésem Hernándezem 22 kwietnia w San Juan przez TKO w 13. rundzie i z Emilio Hernándezem 9 czerwca w Las Vegas przez nokaut w 4. rundzie.
28 października tego roku w San Juan spróbował zdobyć pas mistrza świata WBC w wadze junior piórkowej w walce z niepokonanym Wilfredo Gómezem. Gómez wygrał przez techniczny nokaut w 5. rundzie. Była to pierwsza porażka w karierze Zárate.
W kolejnym roku Zárate obronił pas mistrza wagi koguciej wygrywając przez nokaut w 3. rundzie z Johnem Mensahem Kpalongo 10 marca w Inglewood. 6 czerwca 1979 w Las Vegas w kolejnej obronie tytułu niespodziewanie przegrał na punkty ze swym rodakiem Lupe Pintorem. Po tej walce Zárate wycofał się z ringu.
Podjął karierę bokserską w 1986. Wygrał kolejno 12 walk (w tym 11 przed czasem) i 16 października 1987 w Sydney zmierzył się o tytuł mistrza świata WBC w wadze junior piórkowej z Jeffem Fenechem, poniósł jednak porażkę w 4. rundzie. Fenech wkrótce przeniósł się do wagi piórkowej i do walki o wakujący tytuł WBC kategorii junior piórkowej zostali wyznaczeni Meksykanie Zárate i Daniel Zaragoza. 29 lutego 1988 w Inglewood Zaragoza wygrał przez techniczny nokaut w 10. rundzie. Po tej walce Zárate ostatecznie zakończył karierę.
Carlos Zárate wygrał 66 walk na 70, w tym aż 63 przez nokaut lub techniczny nokaut. Został wybrany w 1994 do Międzynarodowej Bokserskiej Galerii Sławy.